# Maksim Bramatkin
Maksim Bramatkin ros. Максим Леонидович Браматкин (ur. 5 stycznia 1980 w Moskwie, zm. 9 stycznia 2021) – rosyjski aktor teatralny i filmowy, reżyser, scenarzysta.
Zmarł w wyniku choroby płuc.